# Palomonte
Palomonte – miejscowość i gmina we Włoszech, w regionie Kampania, w prowincji Salerno.
Według danych na rok 2004 gminę zamieszkiwały 4103 osoby, 146,5 os./km².